# ضبر أجرد
ضبر أجرد أو ميكه (الاسم العلمي:Dobera glabra) هو نوع من النباتات يتبع جنس الضبر من الفصيلة الأراكية.	وهو نبات معمر نادر مهدد بالانقراض يتواجد في المناطق الجبلية وشبه الجبلية في اليمن وكذلك جازان في المملكة العربية السعودية و في القرن الأفريقي.

## الوصف النباتي
يمكن أن يصل ارتفاع الشجرة البالغة إلى حوالي 8 أمتار. يتجاوز عمر شجرة الضبر الثلاث مائة عام.